# Rômulo Marinho
Rômulo Teixeira Marinho, (Guaçuí, 15 de abril de 1932 — Brasília, 29 de janeiro de 2017) foi um literato, advogado, sindicalista, político e compositor brasileiro. É filho de João Teixeira Marinho e Isabel Teixeira Marinho.

## Biografia
Marinho iniciou a carreira trabalhando na imprensa, foi presidente do Sindicato dos Trabalhadores em Empresas Telegráficas, Radiográficas e Radiotelefônicas da Guanabara, eleito líder sindical do ano de 1964, pela Imprensa Falada e Escrita da Guanabara. Assumiu, como Suplente, o mandato de Deputado Federal para a 42ª legislatura, pelo PDC, em 19 de dezembro de 1966 até 31 de janeiro de 1967.
Entre 1967 e 1968 foi assessor sindical do Ministro do Trabalho no mandato de Jarbas Passarinho. Entre 1969 e1971, foi diretor geral do Departamento Nacional do Trabalho do Ministério do Trabalho e Previdência Social. Entre 1971 e 1972 secretário  de Previdência Social do Ministério do Trabalho e Previdência Social. Entre 1974 e 1975 foi secretário de Serviços Públicos do Governo do Distrito Federal.
Rômulo Marinho foi um veterano palindromista, responsável por inúmeros artigos e palestras sobre o assunto. Compôs poemas palindrômicos tais como Palíndromo do amor total e Palíndromo da zorra. Em 1998 publicou o livro Tucano na CUT?, contendo 202 frases palindrômicas.
Seu filho, Rômulo Marinho Júnior, produziu em 2009, o filme Lula, o filho do Brasil de Fábio Barreto com a irmã do diretor, Paula.
Faleceu no dia 29 de Janeiro de 2017, aos 84 anos, de parada cardíaca em sua residência. Seu velório ocorreu no dia 31 de Janeiro no Cemitério Campo da Esperança onde reuniu grandes nomes da cultura e literatura de Brasília.